# Estrató (esclau)
Estrató (Straton, Στράτων) fou un esclau romà que va viure a la darrera meitat del segle i aC. El va comprar Sàssia, la mare de Cluenci, per fer-li preparar verins que ella pensava utilitzar. Finalment fou crucificat acusat d'assassinat i robatori. Apareix esmentat en el discurs de Ciceró conegut com a Pro Cluentius.